# Олександро-Невський собор (Мелітополь, зруйнований)
Собор святого благовірного князя Олександра Невського — православний храм, побудований в Мелітополі у 1861 році.  Наприкінці XIX — початку XX століть собор був повністю перебудований. Будівництво тривало до 1898 року. У 1930-ті роки будівлю собору було зруйновано, і зараз на його фундаменті побудований критий павільйон Центрального ринку.

## Історія

### Російська імперія: Будівництво собору

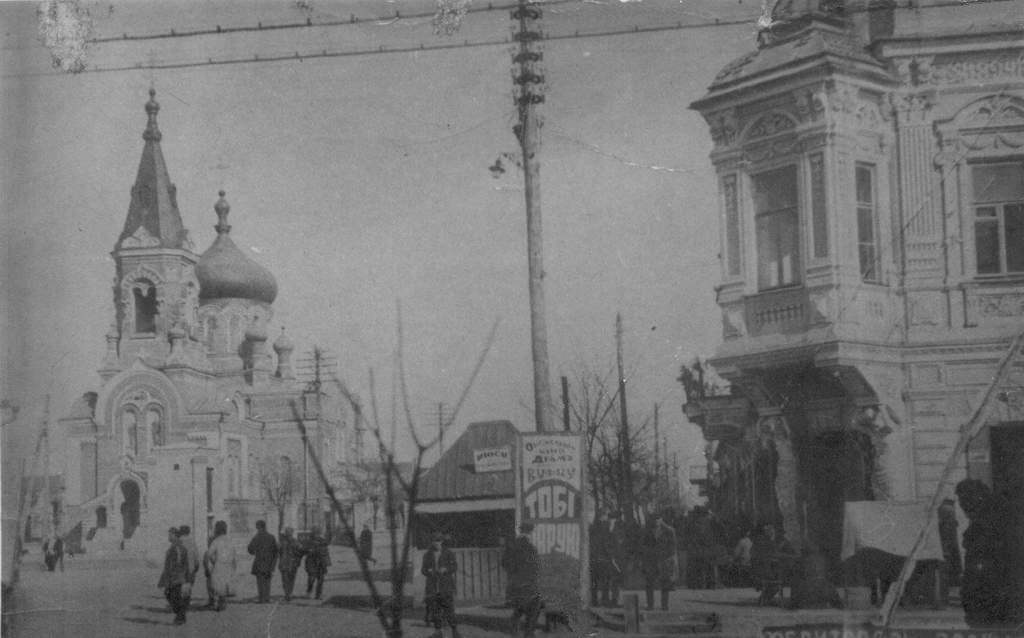
Вигляд на собор і Соборну площу

Собор Олександра Невського був освячений у 1861 році. За документами 1865 року собор виглядав вельми скромно, представляючи собою кам'яна будівля з дерев'яним куполом, кам'яною огорожею з дерев'яними ґратами і будиночком для сторожів. Собор не мав дзвіниці, і дзвони висіли на стовпах. Соборний причт складався з шести осіб. Кам'яна дзвіниця собору була побудована тільки 1867 року.
У 1891 році собор і раніше був кам'яним з дерев'яним куполом. Місце, відведене під споруду церковних будинків, пустувало і іноді орендувалося під зсипання зернового хліба за плату на користь церкви. Орна земля, закріплена за церквою, здавалася в оренду селянам села Кізіяр. Всього у 1891 році собор володів 131 десятиною землі. У жовтні 1891 року в Мелітополі був відкритий комітет для збору пожертвувань на користь голодуючих під головуванням настоятеля собору. Церковна бібліотека у 1891 році складалася з 380 томів і 112 назв.

### Радянський Союз: Руйнування собору
Якийсь час після революції собор продовжував відігравати помітну роль в житті міста. Так, в червні 1923 року в соборі пройшов з'їзд, в якому взяли участь 300 осіб духовенства і мирян. Але вже наприкінці 20-х - початку 30-х років радянська влада розгорнула активнішу антирелігійну кампанію. У Мелітополі організовувалися збори трудових колективів, на яких проводився збір підписів під рішенням про зняття дзвонів з собору і передачі його будівлі під культурно-освітня установа. Цим справа не обмежилася, і в середині 30-х років, в безбожну п'ятирічку, собор був зруйнований. Те, як починалося руйнування храму, описано Д. І. Гордоном:

Як звичайно, біля церкви юрмилася маса народу. Серед них було багато жебраків, які сиділи на паперті. А цього дня міліція чомусь відтискувала натовп на тротуар, до будівлі міської друкарні по вул. Карла Маркса.
Навколо церкви снували якісь люди, одягнені в спецівки, з довгими мотузками і колодами в руках. З якихось сходах вони з двох сторін підіймалися на церкву. Я задер голову вгору. Робітники в спецівках доповзли до дзвіниці і почали обмотувати дзвони мотузками. Нас же відтісняли все далі до друкарні.
Раптом великий дзвін, підчепити колодами, які штовхали і розгойдували робітники, спочатку нахилився, захитався, немов роздумуючи, падати йому, повільно нахилився, а потім враз звалився на землю. Натовп відскочила ще далі, застогнала, заволала. Багато хрестилися.
Слідом за дзвонами взялися валити саму церкву. Хто і коли розібрав її дощенту — не знаю. Але пройшло не так вже багато часу, і від церкви і сліду не залишилося. Начебто її ніколи й не було.
— Давид Ілліч Гордон. «Це було в Мелітополі» (рос.)
Пізніше витончена кована огорожа собору була використана для огородження міського парку. Попередньо з неї вирубали хрести.

### Сучасність
На фундаменті собору був побудований критий павільйон Центрального ринку. У будівлі «будинку для народних читань» тепер розташовані каси Автостанції № 2.
У 1941 році в колишній вірмено-григоріанської церкви, що знаходиться на 300 метрів північніше зруйнованого собору, під час окупації німецькими військами було відкрито православний собор, також названий ім'ям Олександра Невського. В даний час він є головним храмом Мелітополя і одним з двох кафедральних соборів Запорізької та Мелітопольської єпархії.